# Ein Teil von mir
Ein Teil von mir jest drugim singlem rapera Sido z płyty Ich. Utwór jest przeprosinami dla syna wykonawcy. Do utworu zostały nakręcone dwa teledyski.  

## Ein Teil von mir
1. Ein Teil von Mir (Original)
2. Ein Teil von Mir feat. Seryoga & B-Tight
3. Ein Teil von Mir (Tai Jason Remix)
4. Kein Gott feat. B-Tight, King Orgasmus One & Shizoe
5. Schlechtes Vorbild (Traxtar Remix)
6. Ein Teil von Mir (Instrumental)
7. Ein Teil von Mir (Videoclip)

## Zawartość uboższej wersji singla
1. Ein Teil von Mir (Original)
2. Ein Teil von Mir feat. Seryoga & B-Tight